# زراوند مبقع
الزراوند المبقع (باللاتينية: Aristolochia paecilantha) نوع نباتي ينتمي إلى جنس الزراوند من الفصيلة الزراوندية.

## الموئل والانتشار
موطنه بلاد الشام وتركيا.

## مرادفات للاسم العلمي
- (باللاتينية: Aristolochia scabridula Boiss.)